# Pampoconis angustipennis
Pampoconis angustipennis är en insektsart som beskrevs av Meinander 1990. Pampoconis angustipennis ingår i släktet Pampoconis och familjen vaxsländor. Inga underarter finns listade i Catalogue of Life.